# Talal Al-Bloushi
Talal Hassan Ali Al-Bloushi (Jahrah, 22 maggio 1986) è un calciatore qatariota, centrocampista dell'Al-Sadd e della Nazionale qatariota.